# Aripa Indijanci
Aripa (Aripe), pleme Guaycuran Indijanaca s juga poluotoka Baja California u Meksiku, današnja država Baja California Sur. Aripe su srodni grupama Periúe (Perihúes), Cora i Uchití ili Huchiti. Za jezike ova tri plemena kaže se da su se po govoru razlikovali od, na jednu stranu Guaicura i Callejúes Indijanaca,  i plemena Pericú i Isleño Pericú na drugu stranu, a svi su pripadali istoj porodici. Miguel Venegas koji je posjetio ova plemena piše da se Periué, Aripe i Uchití razumiju samo nekoliko riječi kojima se služe bande Guaycura koje su njima na sjeveru. 